# David Copperfield (1935)
David Copperfield é um filme norte-americano de 1935 dirigido por George Cukor, baseado no livro homônimo de Charles Dickens.

## Sinopse
Antes mesmo de David nascer, morre seu pai. Ainda criança, vê sua carinhosa mãe casar-se com um homem insensível (Murdstone) que o manda para um internato, onde sofre humilhações e castigos. Quando morre sua mãe, o padrasto o tira da escola e o manda para Londres, para trabalhar em condições desumanas. Ele foge e procura sua tia Betsey, que passa a educá-lo. 
Assim David vai crescendo, trabalhando e subindo os degraus para se tornar um escritor de sucesso.

## Elenco
- Edna May Oliver … tia Betsey Trotwood
- Elizabeth Allan … sra. Copperfield
- Jessie Ralph … Peggotty
- Harry Beresford … Dr. Chillip
- Freddie Bartholomew … David adolescente
- Hugh Walpole … vigário
- Basil Rathbone … sr. Murdstone
- Herbert Mundin … Barkis
- John Buckler … Ham
- Fay Chaldecott … Emily criança
- Una O'Connor … sra. Gummidge
- Lionel Barrymore … Dan Peggotty
- Violet Kemble Cooper … Jane Murdstone
- Elsa Lanchester … Clickett
- Jean Cadell … sra. Micawber
- W.C. Fields … Micawber
- Lennox Pawle … sr. Dick
- Renee Gadd … Janet
- Roland Young … Uriah Heep
- Lewis Stone … sr. Wickfield
- Marilyn Knowlden … Agnes criança
- Frank Lawton … David adulto
- Madge Evans … Agnes
- Hugh Williams … Steerforth
- Maureen O'Sullivan … Dora
- Florine McKinney … Emily adulta
- Ivan F. Simpson … Littimer
- Mabel Colcord … Mary Ann

## Prêmios e indicações
Oscar (1936)
- Recebeu três indicações:

Melhor filme
Melhor edição
Oscar de Melhor Diretor Assistente